# Hesperoptenus tickelli
Hesperoptenus tickelli — вид ссавців родини лиликових.

## Проживання, поведінка
Країна поширення: Бангладеш, Бутан, Камбоджа, Індія, Лаос, М'янма, Непал, Шрі-Ланка, Таїланд, В'єтнам. Записаний до 1000 м над рівнем моря. Лаштує сідала поодинці або в невеликими групами по кілька осіб серед густих дерев. Мешкає в низинах, пагорбах і поблизу морських узбереж. Живиться на відкритих майданчиках серед рисових полів, луків, володіє постійним і повільним польотом і в основному харчуються жуками, термітами та іншими комахами. Народжується єдине маля.

## Загрози та охорона
Немає серйозних загроз для даного виду. Не був записаний в охоронних територіях.